# Elyes Fakhfakh
Elyes Fakhfakh (arabe : إلياس الفخفاخ), né en 1972 à Tunis, est un homme d'État tunisien.
Il est ministre au sein du gouvernement Hamadi Jebali, chargé du ministère du Tourisme de 2011 à 2013 et des Finances de 2012 à 2014. Il occupe également cette dernière fonction au sein du gouvernement Ali Larayedh. Il est chef du gouvernement tunisien de février à septembre 2020.

## Biographie

### Études
Binational franco-tunisien,, il est titulaire d'un diplôme en ingénierie de l'École nationale d'ingénieurs de Sfax et d'un diplôme d'études approfondies à l'Institut national des sciences appliquées de Lyon, de même qu'un master en management obtenu à Paris.

### Carrière d'ingénieur
Il commence à travailler, à l'âge de 27 ans, au sein de Total : il y est chargé de résoudre des problématiques techniques et organisationnels complexes dans des sites européens, américains et asiatiques. Entre 2004 et 2006, il est directeur des opérations d'un nouveau site industriel de Total en Pologne. Il devient ensuite directeur général d'une société industrielle tunisienne spécialisée dans les composants automobiles à l'exportation, laquelle appartient à un grand groupe hôtelier. Il participe à l'accroissement du groupe, notamment au niveau international.

### Parcours politique

#### Ministre

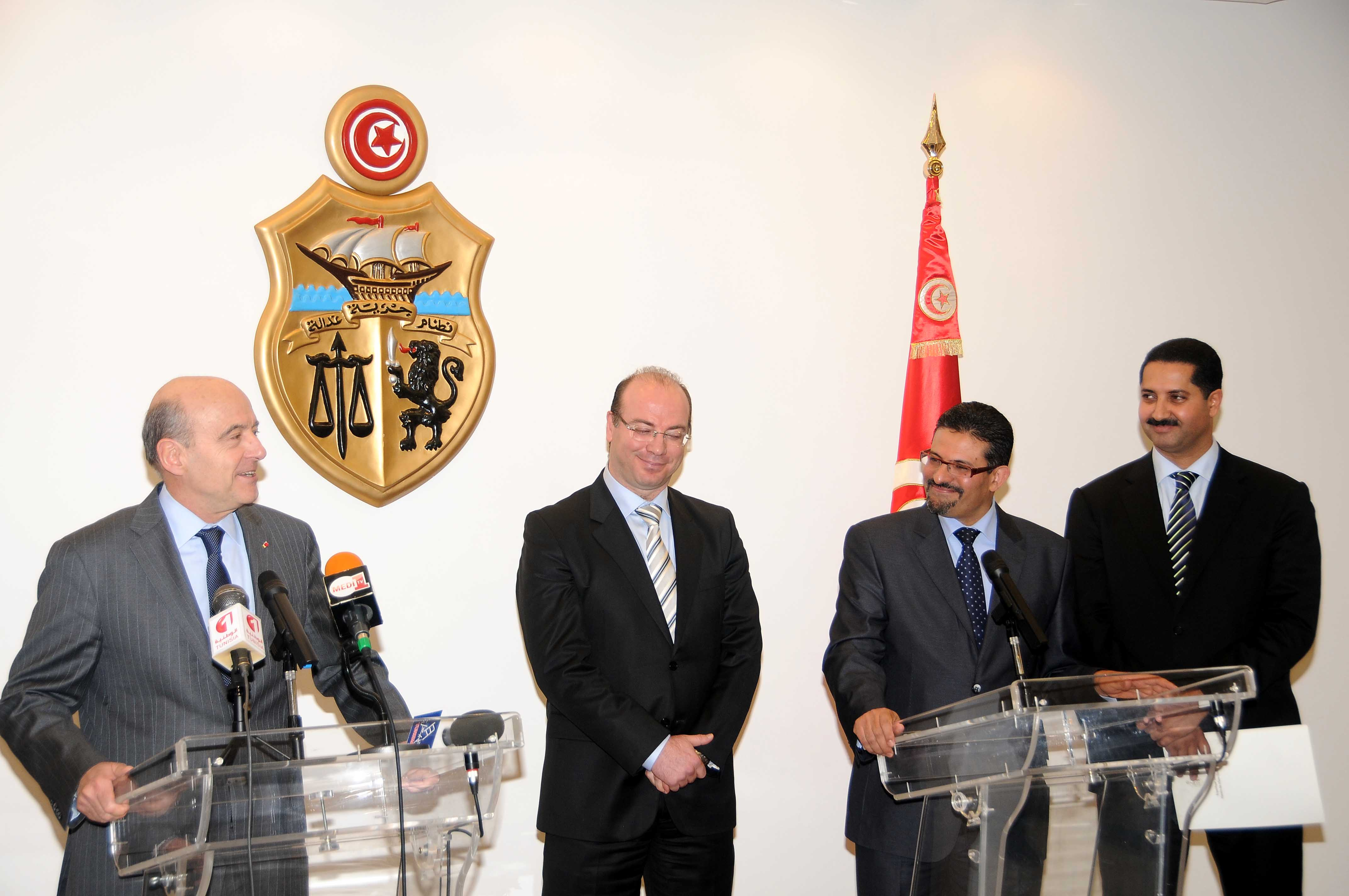
Elyes Fakhfakh (centre) lors d'une conférence de presse avec le ministre français des Affaires étrangères Alain Juppé, Rafik Abdessalem et Touhami Abdouli, en 2012.

Se présentant comme social-démocrate, Elyes Fakhfakh est membre d'Ettakatol. À la suite de la révolution de 2011, il est nommé ministre du Tourisme dans le gouvernement de Hamadi Jebali, succédant à Mehdi Houas, son homologue dans les gouvernements précédents. Le 19 décembre 2012, il prend également en charge le ministère des Finances. Il est successivement secondé par deux secrétaires d'État : Slim Besbes et Chedly Abed.
Alors que la fréquentation touristique avait baissé de 33 % en 2011, pendant la révolution, puis augmenté de 25 %, le ministre table sur un bond de 40 % de fréquentation sur une période comprise entre 2010 et 2016, afin de franchir durant cette dernière année la barre des dix millions de visiteurs annuels. Dans les faits, le nombre de nuitées baisse de 16 % durant chacune des deux années (2012 et 2013) au cours desquelles il est ministre.

#### Élection présidentielle de 2019
En 2019, il est candidat à l'élection présidentielle. Menant une campagne progressiste, il propose la dépénalisation du cannabis et l'interdiction du test anal et se prononce en faveur de l'égalité successorale entre femmes et hommes. Confirmant posséder la nationalité française, il indique prendre des mesures pour l'abandonner conformément à la Constitution. Il réunit 0,34 % des suffrages exprimés au premier tour.

#### Chef du gouvernement

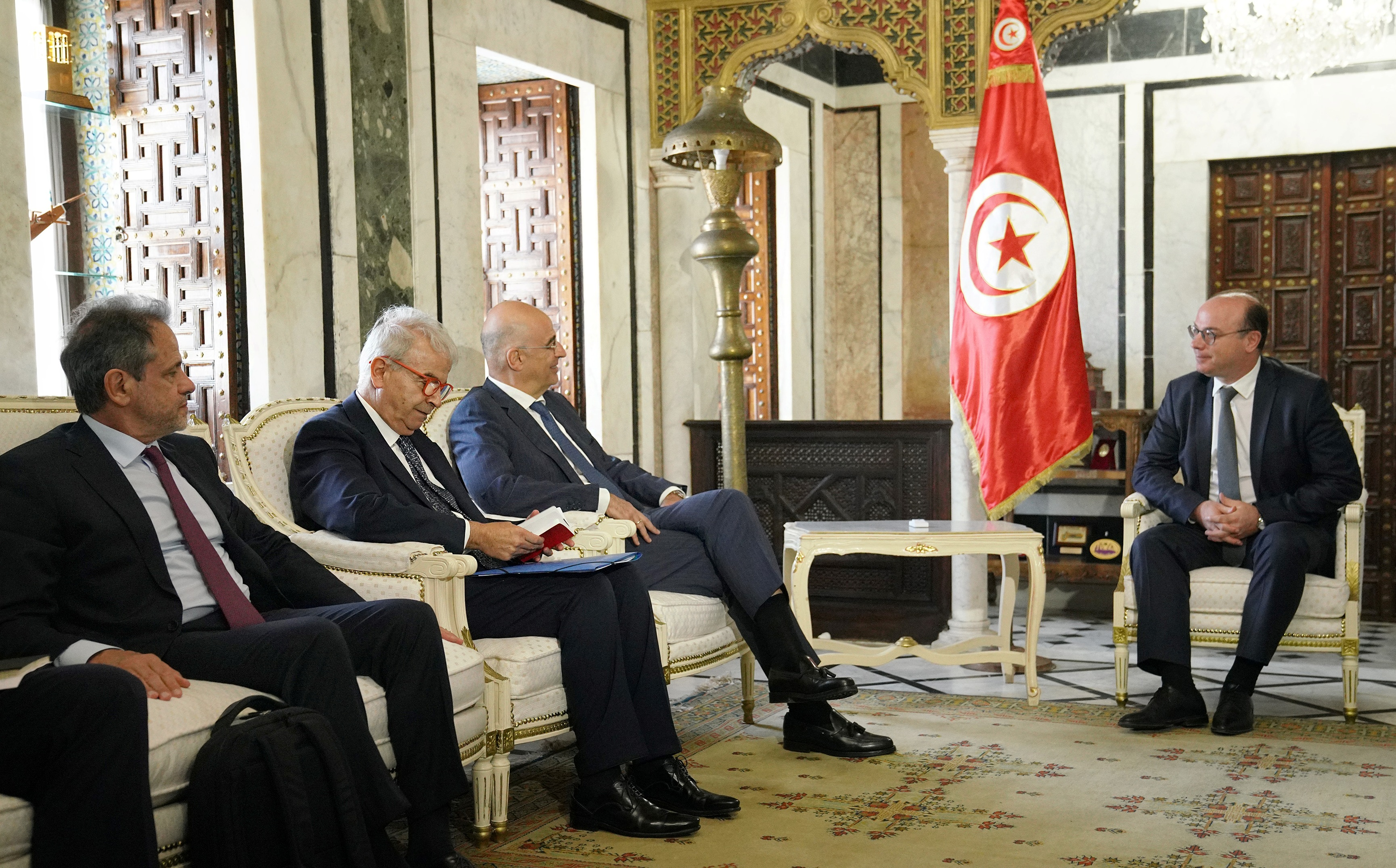
Elyes Fakhfakh avec Níkos Déndias, ministre grec des Affaires étrangères au Dar El Bey en 2020.

Le 20 janvier 2020, il est désigné comme chef du gouvernement par le président Kaïs Saïed comme le dispose l'article 89 de la Constitution,. Il reçoit le soutien du bloc démocrate et de Tahya Tounes. Le 22 janvier, il démissionne de ses responsabilités au sein d'Ettakatol, afin de se consacrer à la composition du gouvernement. Son gouvernement est annoncé le 15 février, mais Ennahdha, dont des ministres annoncés y figurent, annonce ne pas voter la confiance du fait de la non participation d'Au cœur de la Tunisie. Une version légèrement modifiée du gouvernement, mais sans la participation d'Au cœur de la Tunisie, est annoncée le 19 février ; Ennahdha, craignant une dissolution, accepte de voter la confiance. Le 27 février, l'Assemblée des représentants du peuple accorde la confiance à son gouvernement. L'assermentation a lieu le jour même au palais présidentiel de Carthage.
Aussitôt devenu chef du gouvernement, il doit faire face avec son équipe à la pandémie de coronavirus.
Il démissionne le 15 juillet 2020 à la demande du président de la République (ce qui permet à ce dernier de choisir son successeur), après le dépôt d'une motion de censure par 105 députés, initiée par les membres d'Ennahdha — qui lui a retiré sa confiance la veille — et d'Au cœur de la Tunisie. Lors des jours précédents, Fakhfakh avait tenté de remplacer les ministres membres d'Ennahdha, alors que le chef du gouvernement était sous le coup d'accusations de conflits d'intérêts. Par ailleurs, alors que la Constitution permet au chef du gouvernement de remanier son gouvernement, le règlement intérieur de l'Assemblée des représentants du peuple exige un vote de confiance pour les nouveaux membres du gouvernement. Pour remplacer Fakhfakh, en l'absence de Cour constitutionnelle, alors que la Constitution est floue, il y a désaccord pour savoir si le prochain chef du gouvernement doit être désigné par le parti majoritaire ou par le président de la République. La présidence annonce cependant que le président de la République nommera un nouveau chef du gouvernement dans les dix jours. Le soir même, Fakhfakh limoge les ministres membres d'Ennahdha et confie leurs portefeuilles à des intérimaires. Le 18 juillet 2020, ce qui reste de la coalition au pouvoir l'appelle à déléguer ses prérogatives à l'un des ministres. Le 2 septembre suivant, Hichem Mechichi lui succède.

## Vie privée
Il est marié et père d'un garçon.